# ベット365ゴールドカップ
ベット365ゴールドカップ(Bet365 Gold Cup)は毎年4月末にイギリスのサンダウン競馬場で行われる競馬の競走である。本競走はハンデキャップで行われ、距離は3マイルと5½ハロン（約5934メートル）、障害数は24、格付けはG3（グレード3）、賞金総額は160000ポンドである。
1957年に創設され、英愛の障害競走のシーズンの締めくくりとして多くの有力馬が集うレースとなっている。創設より2001年まではスポンサーのウィットブレッドにちなみウィットブレッドゴールドカップの名称であったが、2002年にスポンサーの交代によりアットザレースゴールドカップとなり、そして2004年より大手ブックメーカーのベットフレッドがスポンサーとなってベットフレッドゴールドカップに変更、さらに2008年から同じくブックメーカーのbet365に交代しbet365ゴールドカップとなった。
既にイギリスの平地競走のシーズンが開幕しており、このベット365ゴールドカップミーティングは同時に平地と障害の重賞を施行する数少ない開催となっている。
過去にアークル、ミルハウス、デザートオーキッドなどの名馬が優勝しており、1990年には、ミスターフリスクがグランドナショナルから連勝を収めている。

## 近年の優勝馬
- 2000 Beau
- 2001 Ad Hoc
- 2002 Bounce Back
- 2003 Ad Hoc
- 2004 Puntal
- 2005 Jack High
- 2006 Lacdoudal
- 2007 Hot Weld
- 2008 Monkerhostin
- 2009 Hennessy
- 2010 Church Island
- 2011 Poker de Sivola
- 2012 Tidal Bay
- 2013 Quentin Collonges
- 2014 Hadrians Approach[1]
- 2015 Just A Par[2]
- 2016 The Young Master[3]
- 2017 Henllan Harri[4]
- 2018 Step Back [5]
- 2019 Talkischeap[6]
- 2021 Potterman
- 2022 Hewick[7]
- 2023 Kitty's Light[8]
- 2024 Minella Cocooner [9]
- 2025 Resplendent Grey[10]

## 記録
最多勝利馬 (2勝):
- Larbawn – 1968, 1969
- Diamond Edge – 1979, 1981
- Topsham Bay – 1992, 1993
- Ad Hoc – 2001, 2003

最多騎手 (3勝):
- Ron Barry – Titus Oates (1971), Charlie Potheen (1973), The Dikler (1974)

最多調教師 (7勝):
- フルク・ウォールウィン – Taxidermist (1958), Mill House (1967), Charlie Potheen (1973), The Dikler (1974), Diamond Edge (1979, 1981), Special Cargo (1984)